# Destilliertes Wasser

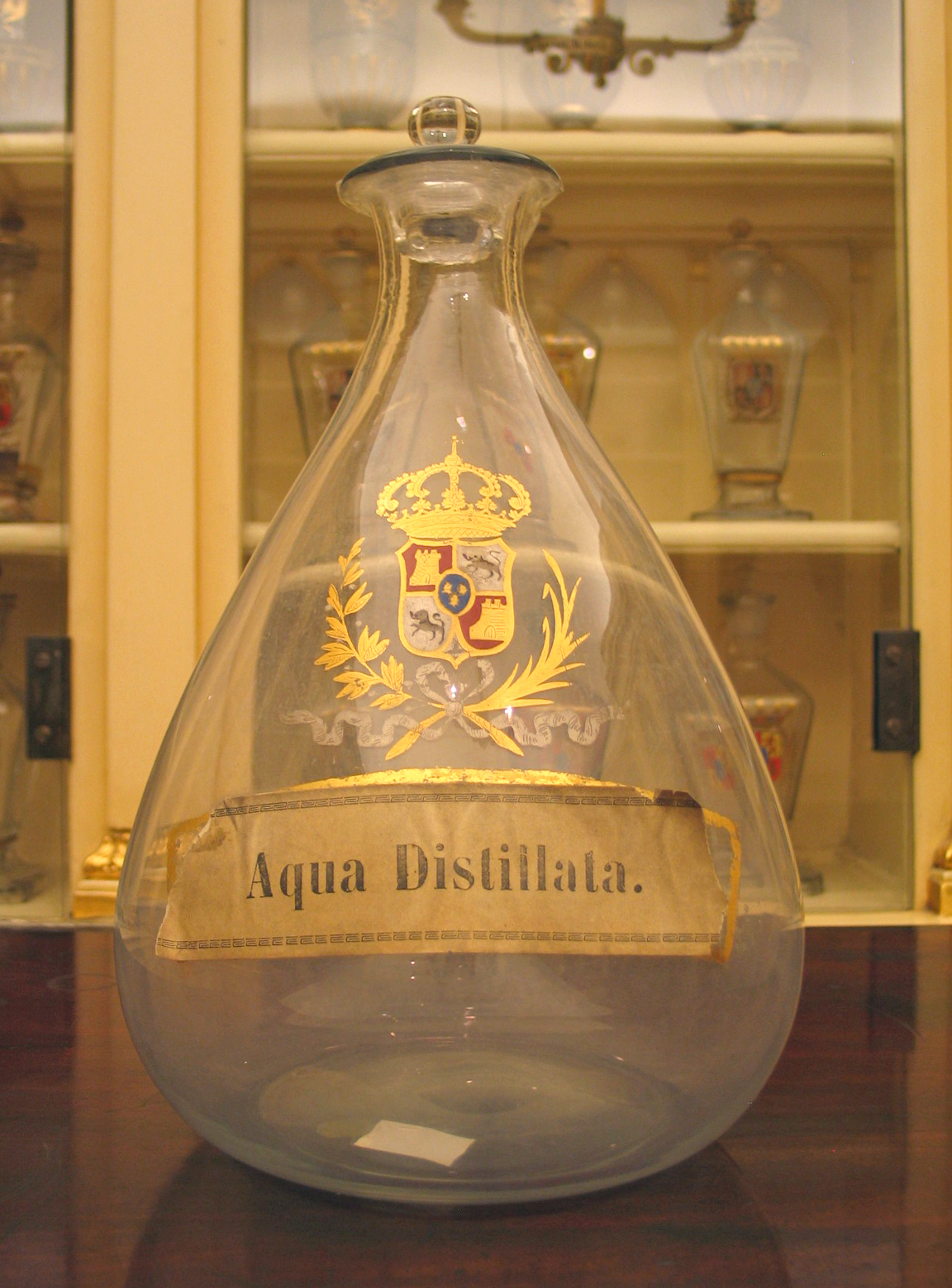
Behälter für destilliertes Wasser in der Real Farmacia in Madrid

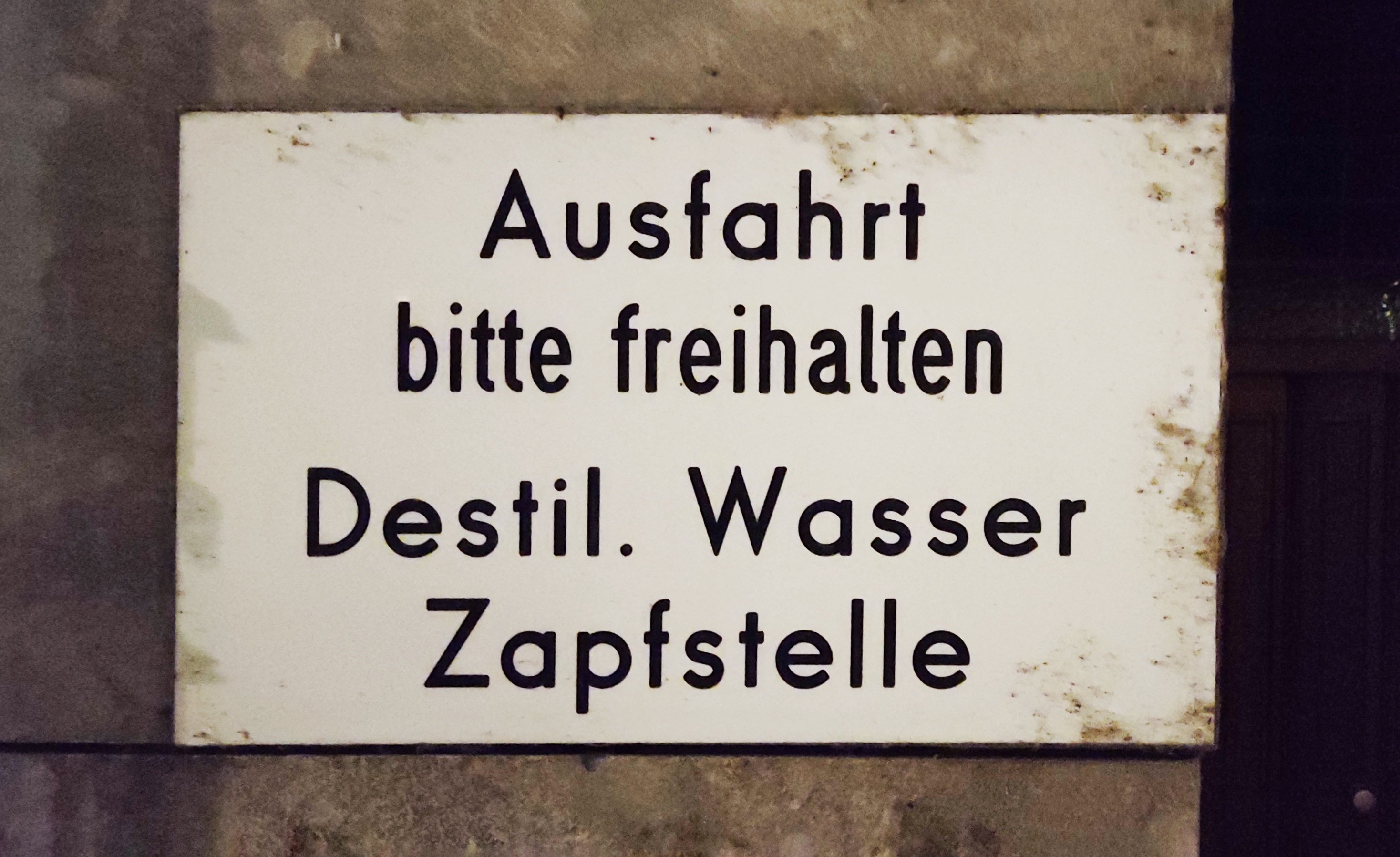
Hinweistafel in Bad Ems

Destilliertes Wasser (auch lateinisch Aqua destillata) ist Wasser (H2O), das durch Destillation von den im normalen Quellwasser oder Leitungswasser vorkommenden Ionen, Spurenelementen und anderen Verunreinigungen befreit wurde. In Medizin, Pharmazie, Chemie und Biologie wird es unter anderem als Lösungs- und auch als Reinigungsmittel verwendet. Seine Benutzung ist z. B. in der DIN 43530 & VDE 0510 genormt.
Ursprünglich wurden durch Destillation von mit Pflanzenteilen bzw. einer Arzneidroge versehenem Wasser hergestellte „Pflanzenwässer“ aqua destillata genannt. Im Sinne von chemisch reinem Wasser wurde die lateinische Bezeichnung erst in der Neuzeit verwendet.

## Herstellung
Destilliertes Wasser (früher auch Aqua stillatica) wird durch Destillation (Verdampfen und anschließende Kondensation) aus Leitungswasser oder aus vorgereinigtem Wasser gewonnen.

## Eigenschaften
Destilliertes Wasser ist weitgehend frei von Salzen (An- und Kationen), organischen Stoffen und Mikroorganismen. Die Ionenfreiheit wird mit Messung der elektrischen Leitfähigkeit überprüft, deren Wert bei 25 °C zwischen 0,5 und 5 µS/cm liegen sollte. Wegen der Autoprotolyse sind H3O+- und OH−-Ionen darin, die jedoch wegen ihrer sehr geringen Konzentration den elektrischen Strom nur in sehr geringem Maße leiten. Es können aber noch geringe Mengen von leicht flüchtigen Verbindungen enthalten sein, die auf die Leitfähigkeit keinen Einfluss haben. Der pH-Wert sinkt bei Luftzutritt schnell von rund 7 auf einen Wert um 4,5–5 durch die Reaktion mit dem in der Luft enthaltenen Kohlenstoffdioxid.

## Mehrfach destilliertes Wasser
Wird besonders reines Wasser benötigt, so reicht eine einstufige Destillation nicht aus. Dafür gibt es zweifach destilliertes (bidestilliertes) Wasser (aqua bidestillata, abgekürzt auch aqua bidest oder auch Bidestillatus) und dreifach destilliertes Wasser (aqua tridestillata). Da sich aus Glasgefäßen beim Kochen geringe Spuren Kieselsäure lösen und das Wasser verunreinigen, wird das Destillat ab dem zweiten Durchgang in Quarz- oder Platingefäßen destilliert und aufbewahrt.

## Wirkung auf den Körper
Beim Trinken von destilliertem Wasser in üblichen Mengen sind keine akuten gesundheitlichen Risiken zu befürchten. Bei stark übermäßigem Konsum besteht jedoch die auch bei normalem Wasser vorhandene Gefahr einer Wasservergiftung. Die ausschließliche Verwendung von destilliertem Wasser kombiniert mit einer einseitigen Ernährung kann allerdings zu einer Verarmung des Körpers mit Elektrolyten führen.
In einigen Gebieten der Erde (beispielsweise Südostasien) wird destilliertes Wasser industriell in Flaschen abgefüllt, verkauft und von vielen Menschen als besonders „reines“ Trinkwasser bevorzugt.
Michael Fromm von der Charité meint zur maximalen Trinkmenge destillierten Wassers, über mehrere Tage verteilt, relativierend:

„Die Niere kann den Harn maximal bis auf 50 mOsmol/l verdünnen, Ausscheidung also weniger als 25 mmol NaCl pro Liter Harn. Die Na+-Konzentration im Plasma darf bis etwa 120 mmol/l sinken, ehe Symptome auftreten, also eine Verringerung um 25 mmol/l. Cl− ist vergleichsweise unwichtig. Das Verteilungsvolumen für NaCl im Plasma plus Interstitium ist 25 % des Körpergewichts, also 17 Liter bei 70 kg. Ein nierengesunder Mensch könnte also theoretisch insgesamt 17 Liter Wasser ohne Zufuhr von Elektrolyten trinken.
Wenn große Mengen schnell getrunken werden, hält der Übertritt vom Plasma ins Interstitium nicht Schritt und es kann zu Komplikationen aufgrund des Sinkens der Plasmakonzentrationen kommen. Beispiel aus einer Studie: 9 Liter Wasser in 7 Stunden verringerten die Na+-Konzentration auf 122 mmol/l.“

Eine Gefahr für den Körper stellt die Aufnahme destillierten Wassers also erst bei großen Mengen dar und dies auch nur dann, wenn der Elektrolytmangel nicht über die Nahrung ausgeglichen wird. Gelangt destilliertes Wasser allerdings, zum Beispiel durch eine Infusion, direkt ins Blut, so kann es – wie auch normales Trinkwasser – dazu führen, dass Körperzellen infolge des Osmosevorgangs zerplatzen (siehe Hämolyse und Isotonie).

## Auf andere Weise entmineralisiertes Wasser
Die Destillation ist wegen der dafür aufzuwendenden Energie teuer und ökologisch ungünstig. Für die meisten Anwendungen wird deshalb anstelle von destilliertem Wasser das mit geringerem Aufwand hergestellte demineralisierte Wasser verwendet. Es wird durch Ionenaustauscher oder Umkehrosmose entmineralisiert und kommt unter den Bezeichnungen destillatgleiches Wasser, VE-Wasser („voll entsalzt“), Deionat, Batteriewasser oder Bügelwasser in den Handel. Diese Produkte werden durch Entfernen von Kationen und Anionen mit Hilfe von Ionenaustauscherharzen gewonnen und unterscheiden sich von destilliertem Wasser durch möglicherweise im Wasser verbliebene apolare oder organische Stoffe oder Verunreinigungen aus den Austauscherharzen. Keimfreiheit ist für in Kunststoffgefäßen gelagertes Wasser ebenfalls nicht garantierbar. Solche Produkte sollten deshalb nicht als destilliertes Wasser bezeichnet werden. Auch zur Herstellung von Reinstwasser werden Umkehrosmose und Ionenaustauscher genutzt, wobei durch mehrstufige Verfahren und durch die Kombination mit Filtern und Aktivkohlefiltern sowie mit UV-Bestrahlung (zur Entkeimung und Photooxidation organischer Verunreinigungen) eine hohe Reinheit erreicht wird. Die Umkehrosmose wird auch zur Meerwasserentsalzung (Herstellung von Süßwasser) genutzt.